# NGC 6498
NGC 6498 este o galaxie situată în constelația . A fost descoperită în  de către Lewis A. Swift.